# Берфе
Берфе (фр. Berfay) је насељено место у Француској у региону Лоара, у департману Сарт.
По подацима из 2011. године у општини је живело 365 становника, а густина насељености је износила 19,97 становника/km².

## Демографија
| 1962. | 1968. | 1975. | 1982. | 1990. | 2011. |
| ----- | ----- | ----- | ----- | ----- | ----- |
| 420   | 373   | 321   | 319   | 316   | 365   |